# Frantz Funck-Brentano
Frantz Funck-Brentano (Munsbach, Luxemburgo, 15 de junio de 1862-Montfermeil, 13 de junio de 1947) fue un bibliotecario e historiador francés. Estudió en la École Nationale des Chartes.
Perteneció a la Academia de Ciencias Morales y Políticas de Francia.

## Obras
- Mandrin et les contrebandiers à Autun, Autun, Imprimerie de M. Dejussieu, 1871
- La Mort de Philippe le Bel, étude historique, París, A. Picard, 1884
- Les Archives de la Bastille. Rapport à M. l'Administrateur de la Bibliothèque de l'Arsenal, 1887
- Philippe le Bel et la noblesse franc-comtoise, Nogent-le-Rotrou, Imprimerie de Daupeley-Gouverneur, 1888
- L'Homme au masque de velours noir dit Le Masque de fer, París, 1894
- Le Drame des poisons, études sur la société du XVIIe siècle et la cour de Louis XIV, París, Hachette, 1899
- La Prise de la Bastille (1789, 14 juillet), París, Fontemoing, 1899
- L'Affaire du collier, París, Hachette, 1901
- La Mort de la reine, les suites de l'affaire du collier, París, Hachette, 1901
- Les Lettres de cachet à París : étude, suivie d'une liste des prisonniers de la Bastille (1659-1789), París, Imprimerie nationale, 1903
- La Bastille des comédiens : le For l'Évêque, París, Fontemoing, 1903
- Ce qu'etait un Roi de France, París

En español
- Luther. Edición francesa. Traducida al español y editada por Iberia Joaquín Gil. Barcelona 1941

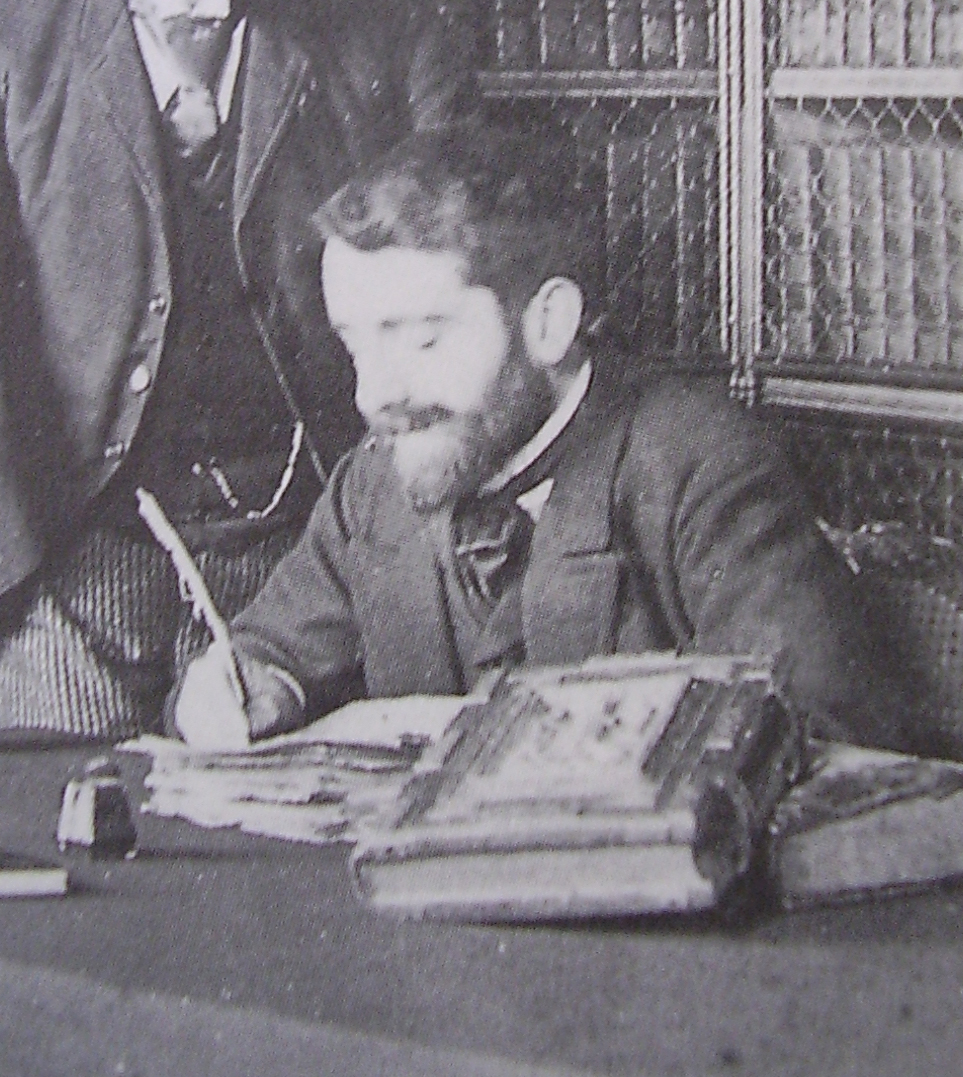
Frantz Funck-Brentano en la biblioteca del Arsenal.

- El Antiguo Régimen. Traducida al español por Rafael Vázquez-Zamora y editada por Ediciones Destino, S.L. Barcelona. Agosto de 1953
- Lucrecia Borgia. Traducida al español por Januario Espinosa. Publicada por Ediciones Ercilla, Santiago de Chile, 1936.